# Allopiophila vulgaris
Allopiophila vulgaris är en tvåvingeart som först beskrevs av Fallen 1820.  Allopiophila vulgaris ingår i släktet Allopiophila och familjen ostflugor. Inga underarter finns listade i Catalogue of Life.